# Kaleüçağız, Demre
Kaleüçağız là một xã thuộc huyện Demre, tỉnh Antalya, Thổ Nhĩ Kỳ. Dân số thời điểm năm 2011 là 526 người.